# Арабски военни селища
Ал-мудун ал-му'аскарат са военни селища, създавани от арабите по време на Арабския халифат.

## Предистория
В първите години на завоевания, когато арабите завземат Йордания и Сирия, бедуинските воини започват да се установяват в градовете, настанявайки се най-вече в домовете на византийските търговци и първенци, бягащи към Константинопол. Интересното е, че бедуините се заселват в цял Дамаск, като добре знаят къде да се настанят. Този факт показва, че са съществували добри и стари връзки между коренните жители на Дамаск и бедуинските нашественици.
Животът в новозавладените градове – бивши византийски центрове, продължава в нормалния си ход. Арабските нашественици не се намесват във вътрешния живот на градовете. Християнските историци отбелязват този период със справедливо управление и уважение на халифската власт към църковните канони. Единственото ново нещо в градовете става данъкът „джизие“, задължителен за всички християни.
При сблъсъка на арабите с византийската и персийската култури възниква реакцията към по-старите и утвърдени културни традиции и ценности. В Сирия започва процес на арабизация на завладените градове. За постигането на целта спомага и фактът, че някои райони (Южна Сирия и районът отвъд Йордания) са арабизирани преди процеса, започнат от Праведните халифи. В някои части на Сирия и Йордания има и арабски поселища отпреди ислямското нашествие. Процесът се осъществява и в други завладени земи – Маср (Египет) и Билад ал-Рафидейн (Месопотамия), но по други начини.

## Възникване
Арабите завладяват тези територии, но попадат сред огромна маса от хора – макар и близка по етнос, но говореща на друг език. За да се запазят етнически и по-късно да се опитат да асимилират населението, бедуините създават така наречените ал-мудун ал-му’аскарат. Това са военни селища, използвани като центрове за офанзива, създавани на стратегически места. Най-големият такъв лагер е Ал-Фустат (Лагерът) в Египет, наречен по-късно Ал-Кахира (Побеждаващият останалите) – днес част от Кайро. Други подобни градове са Рамла в Палестина, Куфа и Басра в Ирак, Шираз в Иран.
Тези градове-лагери привличат вниманието на учените още оттогава като образец на арабския град. В тях се търси първообразът на ислямския град. Каен – изследовател на тази проблематика, казва, че особеностите на ислямския град не се определят от самия ислям, а от нуждите на града. Тоест първите градски формирования не са с религиозно, а с военно предназначение. Що се отнася до оформянето на ислямския град, то това е резултат на дълъг процес.

## Селища
Установената представа за едни от най-важните градове – Ал-Фустат и Ал-Басра (в Южен Ирак) е, че те са представляват редици от палатки, събрани на едно място, за които трябва много време, за да се превърнат в градове. В действително това са лагери, но с тенденцията да се живее в тях продължително. Те се местят, когато войската тръгва на война, но самото място на усядане се запазва при връщане. Тези палаткови лагери се превръщат в градове през 683 г., когато арабите настъпвът към вътрешността на Месопотамия и се нуждаят от сериозни центрове за подкрепа на офанзива зад себе си.

### Басра
Първоначално планът на Басра е хаотичен, тъй като градът е построен набързо 2 години след Куфа по заповед на халиф Умар. Според нея градът трябва да има ширина на главните улици „40 дирана“ (1 диран = 50 см), а второстепенните улици – „30 или 20 дирана“. Басра е разделена на части, като строителството първоначално обхваща 3600 m². Интересното е, че размерът на улиците и начинът, по който се изгражда инфраструктурата, съвпада донякъде с римските образци.

### Мосул
Няколко години след Басра арабите създават и друг град, но в Северен Ирак – Мосул. Той е по-голям от Басра и има, освен военно значение, и символично – намира се на десния бряг на река Тигър, срещу древния град Ниневия. По-късно Мосул се превръща в опорна точка на офанзивата към Армения и Азербайджан.

### Кайро
През 642 г. в току-що превзетия Египет е положен първият камък на Ал-Фустат. Площите на града са няколко възвишения със стратегическо значение. Те били поделени между племената, участвали в превзимането на Египет, където те създават свои квартали. Въпреки че тези земи са заселени по-рано, бедуините придали нов облик на Ал-Фустат. Те не само събират на едно пръснатите поселения, но и започват интензивно строителство. Според египетския историк Ибн Абдул ал-Хакам в този град има широки улици, резиденция на халиф Умар и пазар. Самият халиф никога не успява да влезе в резиденцията си и, малко преди да умре през 644 г. заповядва дворецът да се превърне в пазарен комплекс. Ал Хакам споменава и други големи постройки в града, като търговските улици (кайсария), построени по византийски образец, голям сук (закрит пазар) и обществени бани (хамами). Тези факти за Ал-Фустат опровергават версията, че това е хаотично изграден бедуински град. По-късно той толкова увеличава значението си, че отнема важността на самата Искандария (днешна Александрия).

## Развитие
След завладяването на огромните територии в Близкия изток градовете претърпяват значителни промени. Те се изразяват в огромните строежи, започнали още през 8 век и продължили до падането на Абасидската държава. Поради сблъсъка с огромните култури на Византия и Персия арабите винаги трябва да се доказват и те приема строителството като предизвикателство, отправено към останалия, неислямския свят. Този стремеж към усъвършенстване се изразява най-вече в строежа на джамията в Йерусалим, не отстъпваща на византийските християнски храмове. Тя става образец на ислямското изкуство.